# Начальник Генерального штабу (Франція)
Начальник Генерального штабу (Франція) або начальник штабу Збройних сил (Франція) (фр. Chef d'État-Major des Armées; акронім: C.E.M.A.) — найвища військова посада у Збройних силах Франції з 1874 року. Очолює Головний (Генеральний) штаб держави та відповідає за усі французькі збройні сили при проведенні усього спектру військових операцій, зокрема із застосуванням ядерної зброї. Є безпосереднім керівником начальників штабів армії, Повітряних сил та ВМС Франції.

## Обов'язки
Начальник штабу Збройних сил («C.E.M.A.») виконує дві основні функції у секторі оборони та безпеки Франції. По-перше, він підпорядковується міністру оборони (фр. Ministère des Armées) і надає йому допомогу в застосуванні різнорідних компонентів збройних сил у різних операціях. По-друге, на підставі указу від 15 липня 2009 року, начальник штабу збройних сил під керівництвом Президента Франції і французького уряду здійснює повний контроль проведення різних операцій та несе відповідальність за правильність їхнього застосування, зокрема у стратегії щодо ядерного стримування. Він є військовим радником уряду.
Начальнику штабу Збройних сил підпорядковуються:
- Начальник штабу французької армії (фр. Chef d'État-Major de l'Armée de Terre, CEMAT);
- Начальник штабу французьких ПС (фр. Chef d'État-Major de l'Armée de l'Air, CEMAA);
- Начальник штабу французького флоту (фр. Chef d'État-Major de la Marine, CEMM).

Основні обов'язки начальника штабу складаються з:
- організації міжвидової взаємодії та загальної організації збройних сил;
- розробки та підтримки стратегії розвитку збройних сил, основних концепцій застосування та перспектив розвитку усіх видів та родів військ, стратегії військово-кадрового менеджменту;
- провадження політики рекрутінгу у збройних силах;
- підтримки збройних сил (CEMA визначає загальну організацію ЗС Франції, цілі їхнього розвитку та міжвидової взаємодії, організацію та контроль всебічного забезпечення; визначення потреб видам між різними матеріальними інфраструктурами в ході перевірки статусу боеготовності);
- розвитку міжнародних відносин у сфері оборони держави.

## Начальники Генерального штабу армії Третьої Французької республіки (фр.Chef d'État-Major général de l'Armée) (1874—1914)
| #  | Фото | Ім'я (роки життя)                                                                         | Військове звання   | Термін в посаді |
| -- | ---- | ----------------------------------------------------------------------------------------- | ------------------ | --------------- |
| 1  |      | Жан-Луї Борель (фр. Jean-Louis Borel) (3 квітня 1819 — 20 лютого 1884)                    | дивізійний генерал | 1874 — 1875     |
| 2  |      | Анрі Греслі (фр. Henri Gresley) (9 лютого 1819 — 2 травня 1890)                           | дивізійний генерал | 1875 — 1877     |
| 3  |      | Жозеф де Мірібель (фр. Joseph de Miribel) (14 вересня 1831 — 12 вересня 1893)             | дивізійний генерал | 1878 — 1879     |
| 4  |      | Леопольд Даву (фр. Léopold Davout) (9 серпня 1829 — 9 лютого 1904)                        | дивізійний генерал | 1879 — 1880     |
| 5  |      | Омер Арсен Блот (фр. Omer Arsène Blot) (27 листопада 1824 — 7 травня 1894)                | дивізійний генерал | 1880 — 1881     |
| 6  |      | Акіль Ерне Вілемон (фр. Achille Ernest Vuillemot) (18 березня 1819 — 29 квітня 1903)      | дивізійний генерал | 1882 — 1883     |
| 7  |      | Амеде де Колс (фр. Amédée de Cools) (18 квітня 1830 — 1 липня 1904)                       | дивізійний генерал | 1884 — 1885     |
| 8  |      | Савен де Лаклоз (фр. Savin de Larclause) (17 листопада 1826 — 20 березня 1897)            | дивізійний генерал | 1886 — 1887     |
| 9  |      | Шарль Айо (фр. Charles Haillot) (20 червня 1827 — 25 квітня 1904)                         | дивізійний генерал | 1888 — 1890     |
| 10 |      | Жозеф де Мірібель (фр. Joseph de Miribel) (14 вересня 1831 — 12 вересня 1893)             | дивізійний генерал | 1890 — 1893†    |
| 11 |      | Рауль де Буадефр (фр. Raoul de Boisdeffre) (6 лютого 1839 — 24 серпня 1919)               | дивізійний генерал | 1894 — 1898     |
| 12 |      | Поль Марі Бро (фр. Paul Marie Brault) (10 січня 1837 — 22 вересня 1899)                   | дивізійний генерал | 1899†           |
| 13 |      | Жан Пендезе (фр. Jean Pendezec) (28 травня 1842 — 12 квітня 1913)                         | бригадний генерал  | 1901 — 1905     |
| 14 |      | Жан Брюн (фр. Jean Brun) (24 квітня 1849 — 23 лютого 1911)                                | дивізійний генерал | 1906 — 1909     |
| 15 |      | Едуар Лаффон де Ладебат (фр. Édouard Laffon de Ladebat) (7 вересня 1849 — 25 лютого 1925) | дивізійний генерал | 1910 — 1911     |
| 16 |      | Огюст Дюбай (фр. Augustin Dubail) (15 квітня 1851 — 7 січня 1934)                         | дивізійний генерал | 1911            |
| 17 |      | Жозеф Жоффр (фр. Joseph Joffre) (12 січня 1852 — 3 січня 1931)                            | дивізійний генерал | 1911 — 1914     |

## Головнокомандувачі збройними силами Франції (фр.Commandant en chef des armées françaises) (1915—1918)
| # | Фото | Ім'я (роки життя)                                                    | Військове звання   | Термін в посаді                  |
| - | ---- | -------------------------------------------------------------------- | ------------------ | -------------------------------- |
| 1 |      | Жозеф Жоффр (фр. Joseph Joffre) (12 січня 1852 — 3 січня 1931)       | генералісимус      | 2 грудня 1915 — 17 грудня 1916   |
| 2 |      | Робер Нівель (фр. Robert Nivelle) (15 жовтня 1856 — 22 березня 1924) | дивізійний генерал | 17 грудня 1916 — 15 травня 1917  |
| 3 |      | Філіпп Петен (фр. Philippe Pétain) (24 квітня 1856 — 23 липня 1951)  | маршал Франції     | 17 травня 1917 — 28 березня 1918 |

## Головнокомандувач Союзної армії (фр.Commandant en chef des Armées alliées) (1918—1920)
| # | Фото | Ім'я (роки життя)                                                    | Військове звання | Термін в посаді                 |
| - | ---- | -------------------------------------------------------------------- | ---------------- | ------------------------------- |
| 1 |      | Фердинанд Фош (фр. Ferdinand Foch) (2 жовтня 1851 — 20 березня 1929) | маршал Франції   | 28 березня 1918 — 10 січня 1920 |

## Начальники Генерального штабу Збройних сил Франції (фр.Chef d'État-Major général des armées françaises) (1920—1940)
| # | Фото | Ім'я (роки життя)                                                              | Військове звання   | Термін в посаді                  |
| - | ---- | ------------------------------------------------------------------------------ | ------------------ | -------------------------------- |
| 1 |      | Едмон Буат (фр. Edmond Buat) (17 вересня 1868 — 30 грудня 1923)                | армійський генерал | 24 червня 1920 — 30 грудня 1923† |
| 2 |      | Марі-Ежен Дебені (фр. Marie-Eugène Debeney) (5 травня 1864 — 6 листопада 1943) | армійський генерал | 1 січня 1924 — 2 січня 1930      |
| 3 |      | Максим Вейган (фр. Maxime Weygand) (21 січня 1867 — 28 січня 1965)             | армійський генерал | 2 січня 1930 — 21 січня 1935     |
| 4 |      | Моріс Гамелен (фр. Maurice Gamelin) (20 вересня 1872 — 18 квітня 1958)         | армійський генерал | 21 січня 1935 — 18 травня 1940   |

## Начальник Генерального штабу Збройних сил (фр.Chef d'État-Major général des forces armées) (1948—1950)
| # | Фото | Ім'я (роки життя)                                                 | Військове звання   | Термін в посаді                  |
| - | ---- | ----------------------------------------------------------------- | ------------------ | -------------------------------- |
| 1 |      | Анрі Зеллер (фр. Henri Zeller) (18 березня 1896 — 16 квітня 1971) | дивізійний генерал | 28 квітня 1948 — 31 березня 1950 |

## Начальники штабу Об'єднаних збройних сил (фр.Chef d'État-Major combiné des forces armées) (1950—1953)
| # | Фото | Ім'я (роки життя)                                                       | Військове звання   | Термін в посаді                 |
| - | ---- | ----------------------------------------------------------------------- | ------------------ | ------------------------------- |
| 1 |      | Анрі Зеллер (фр. Henri Zeller) (18 березня 1896 — 16 квітня 1971)       | дивізійний генерал | 1 квітня 1950 — 20 серпня 1951  |
| 2 |      | Шарль Лешер (фр. Charles Léchères) (20 серпня 1895 — 12 листопада 1960) | армійський генерал | 20 серпня 1951 — 20 серпня 1952 |
| 3 |      | Альфонс Жуен (фр. Alphonse Juin) (16 грудня 1888 — 27 січня 1967)       | армійський генерал | 20 серпня 1952 — 17 серпня 1953 |

## Начальники штабу Збройних сил (фр.Chef d'État-Major des forces armées) (1953—1958)
| # | Фото | Ім'я (роки життя)                                                     | Військове звання   | Термін в посаді                 |
| - | ---- | --------------------------------------------------------------------- | ------------------ | ------------------------------- |
| 1 |      | Поль Елі (фр. Paul Ély) (17 грудня 1897 — 16 січня 1975)              | армійський генерал | 18 серпня 1953 — 3 червня 1954  |
| 2 |      | Огюст Гійом (фр. Augustin Guillaume) (30 липня 1895 — 9 березня 1983) | армійський генерал | 4 червня 1954 — 28 лютого 1956  |
| 3 |      | Поль Елі (фр. Paul Ély) (17 грудня 1897 — 16 січня 1975)              | армійський генерал | 2 березня 1956 — 16 травня 1958 |

## Начальники Генерального штабу Збройних сил (фр.Chef d'État-Major général des armées) (1958—1961)
| # | Фото | Ім'я (роки життя)                                                  | Військове звання   | Термін в посаді                 |
| - | ---- | ------------------------------------------------------------------ | ------------------ | ------------------------------- |
| 1 |      | Анрі Лорйо (фр. Henri Lorillot) (18 серпня 1901 — 3 червня 1985)   | армійський генерал | 17 травня — 8 червня 1958       |
| 2 |      | Поль Елі (фр. Paul Ély) (17 грудня 1897 — 16 січня 1975)           | армійський генерал | 9 червня 1958 — 11 лютого 1959  |
| 3 |      | Гастон Лаво (фр. Gaston Lavaud) (28 лютого 1900 — 26 вересня 1977) | армійський генерал | 25 лютого 1959 — 10 квітня 1961 |

## Начальник Об'єднаного штабу Збройних сил (фр.Chef d'État-Major interarmées) (1961—1962)
| # | Фото | Ім'я (роки життя)                                                 | Військове звання                  | Термін в посаді                |
| - | ---- | ----------------------------------------------------------------- | --------------------------------- | ------------------------------ |
| 1 |      | Андре Марті (фр. André Martin) (27 лютого 1911 — 21 березня 2001) | армійський генерал Повітряних сил | 11 квітня 1961 — 15 липня 1962 |

## Начальники штабу Збройних сил (фр.Chef d'État-Major des armées) (1962—по т.ч.)
| #  | Фото | Ім'я (роки життя)                                                          | Військове звання                  | Термін в посаді                    |
| -- | ---- | -------------------------------------------------------------------------- | --------------------------------- | ---------------------------------- |
| 1  |      | Шарль Аєре (фр. Charles Ailleret) (26 березня 1907 — 9 березня 1968)       | армійський генерал                | 16 липня 1962 — 9 березня 1968     |
| 2  |      | Мішель Фурке (фр. Michel Fourquet) (9 червня 1914 — 20 листопада 1992)     | армійський генерал Повітряних сил | 1 квітня 1968 — 8 червня 1971      |
| 3  |      | Франсуа Морен (фр. François Maurin) (3 вересня 1918 — 21 січня 2018)       | армійський генерал Повітряних сил | 9 червня 1971 — 30 червня 1975     |
| 4  |      | Гі Мері (фр. Guy Méry) (20 жовтня 1919 — 28 грудня 1999)                   | армійський генерал                | 1 липня 1975 — 19 липня 1980       |
| 5  |      | Клод Ванбремерш (фр. Claude Vanbremeersch) (3 січня 1921 — 11 лютого 1981) | армійський генерал                | 20 липня 1980 — 31 січня 1981      |
| 6  |      | Жанну Ляказе (фр. Jeannou Lacaze) (11 лютого 1924 — 1 серпня 2005)         | армійський генерал                | 1 лютого 1981 — 31 липня 1985      |
| 7  |      | Жан Сольньє (фр. Jean Saulnier) (15 листопада 1930 — 25 лютого 2013)       | армійський генерал Повітряних сил | 1 серпня 1985 — 13 листопада 1987  |
| 8  |      | Моріс Шмітт (фр. Maurice Schmitt) (нар. 23 січня 1930)                     | армійський генерал                | 14 листопада 1987 — 23 квітня 1991 |
| 9  |      | Жак Лансад (фр. Jacques Lanxade) (нар. 1934)                               | адмірал                           | 24 квітня 1991 — 8 вересня 1995    |
| 10 |      | Жан-Філіпп Дуен (фр. Jean-Philippe Douin) (8 квітня 1940 — 19 січня 2016)  | армійський генерал Повітряних сил | 9 вересня 1995 — 7 квітня 1998     |
| 11 |      | Жан-П'єр Кельш (фр. Jean-Pierre Kelche) (нар. 19 січня 1942)               | армійський генерал                | 9 квітня 1998 — 29 жовтня 2002     |
| 12 |      | Анрі Бантежа (фр. Henri Bentégeat) (нар. 1946)                             | армійський генерал                | 30 жовтня 2002 — 3 жовтня 2006     |
| 13 |      | Жан-Луї Жоржлен (фр. Jean-Louis Georgelin) (1948–2023)                     | армійський генерал                | 4 жовтня 2006 — 24 лютого 2010     |
| 14 |      | Едуар Гійо (фр. Édouard Guillaud) (нар. 1953)                              | адмірал                           | 25 лютого 2010 — 14 лютого 2014    |
| 15 |      | П'єр де Вільє (фр. Pierre de Villiers) (нар. 26 липня 1956)                | армійський генерал                | 15 лютого 2014 — 19 липня 2017     |
| 16 |      | Франсуа Лекуантр (фр. François Lecointre) (нар. 6 лютого 1960)             | армійський генерал                | 20 липня 2017 — 21 липня 2021      |
| 17 |      | Тьєррі Бюркар (фр. Thierry Burkhard) (нар. 30 липня 1964)                  | армійський генерал                | з 22 липня 2021                    |